# Phalloniscus meridionalis
Phalloniscus meridionalis is een pissebed uit de familie Dubioniscidae. De wetenschappelijke naam van de soort is voor het eerst geldig gepubliceerd in 1994 door Araujo & Buckup.